# Lina Medina

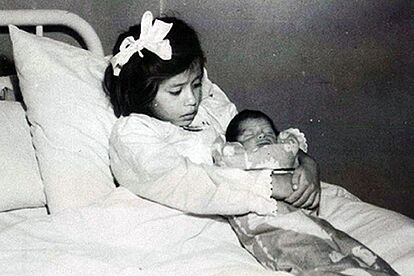
Lina Medina cu o sarcină de 7½ luni

Lina Marcela Medina de Jurado (născută pe 23 septembrie 1933) este o femeie peruană care a devenit cea mai tânără mamă confirmată din istorie atunci când a născut un fiu, Gerardo, pe 14 mai 1939, având cinci ani, șapte luni și 21 de zile. Pe baza evaluărilor medicale ale sarcinii sale, ea avea mai puțin de cinci ani când a rămas însărcinată, ceea ce a fost posibil datorită pubertății precoce.

## Viața timpurie și dezvoltarea
Lina Medina s-a născut în 1933 în Ticrapo, provincia Castrovirreyna, Peru, din părinții Tiburelo Medina, un argintar, și Victoria Losea. A fost una dintre cei nouă copii.
Părinții ei au dus-o la un spital din Pisco la vârsta de cinci ani din cauza creșterii în dimensiune a abdomenului. Doctorii au crezut inițial că are un tumor, dar apoi au determinat că se afla în a șaptea lună de sarcină. Dr. Gerardo Lozada a avut specialiști din Lima care au confirmat sarcina.
Cazul ei a stârnit un interes larg. Ziarul San Antonio Light din Texas a raportat în ediția din 16 iulie 1939 că o asociație de obstetricieni și moașe peruană a cerut să fie admisă într-un spital național de maternitate și a citat rapoarte din ziarul peruan La Crónica conform cărora un studio de film american a trimis un reprezentant "cu autoritatea de a oferi suma de 5.000 de dolari pentru a beneficia minora" în schimbul drepturilor de filmare, dar "știm că oferta a fost respinsă." Articolul menționa că Lozada a realizat filme cu Medina pentru documentație științifică și le-a prezentat în timpul unei adrese la Academia Națională de Medicină din Peru. Unele dintre filme au căzut într-un râu în timpul unei vizite în orașul natal al fetei, dar suficient a rămas pentru a "stârni interesul savanților."
La șase săptămâni după diagnosticare, pe 14 mai 1939, Medina a născut un fiu, Gerardo, prin cezariană. Ea avea 5 ani, 7 luni și 21 de zile, fiind cea mai tânără persoană din istorie care a născut. Nașterea prin cezariană a fost necesară din cauza pelvisului său mic. Intervenția chirurgicală a fost efectuată de Lozada și Dr. Busalleu, cu Dr. Colareta oferind anestezia. Doctorii au descoperit că avea organe sexuale complet mature din cauza pubertății precoce. Dr. Edmundo Escomel a raportat cazul ei în revista medicală La Presse Médicale, inclusiv că menarha ei a avut loc la opt luni, în contrast cu rapoartele anterioare care afirmau că a avut perioade regulate încă de la vârsta de trei sau două ani și jumătate.
Gerardo a cântărit 2,7 kg (6,0 lb;) la naștere și a fost numit după medicul Linei. Gerardo a fost crescut crezând că Medina este sora lui, înainte de a afla la vârsta de 10 ani că ea este mama lui. După ce inițial a rămas cu familia, Lozada a fost autorizat să ia custodia lui Gerardo în casa lui Lozada din Lima. Ulterior, el a angajat-o pe Lina la clinica sa din Lima (unde ea locuia de asemenea), deși Lina a putut să-l vadă pe Gerardo doar ocazional. Gerardo a crescut sănătos, dar a murit în 1979 la vârsta de 40 de ani dintr-o boală a măduvei osoase.

## Identitatea tatălui
Conform legii peruviene, simplul fapt că Medina a rămas însărcinată înseamnă că a fost violată la un moment dat înainte de a împlini cinci ani. Medina nu a dezvăluit niciodată identitatea tatălui sau circumstanțele impregnanției ei. Escomel sugerează că s-ar putea să nu știe nici ea însăși, deoarece "nu putea oferi răspunsuri precise."  Tatăl Linei a fost arestat sub suspiciunea de abuz sexual asupra unui minor, dar a fost eliberat din cauza lipsei de dovezi.

## Viața ulterioară
În tinerețe, Medina a lucrat ca secretară la clinica din Lima a lui Lozada, ceea ce i-a oferit o educație și a ajutat-o să își termine fiul liceul. S-a căsătorit și a avut un al doilea fiu în 1972. În 2002, a refuzat un interviu cu Reuters, la fel cum a refuzat mulți reporteri în anii anteriori.

## Documentație
Deși s-a speculat că cazul ar fi fost o farsă, un număr de medici de-a lungul anilor l-au verificat pe baza biopsiilor, raze X ale scheletului fetal in uter și fotografii realizate de doctorii care se ocupau de ea.
Există două fotografii publicate care documentează cazul. Prima a fost realizată în jurul începutului lunii aprilie 1939, când Medina avea șapte luni și jumătate de sarcină. A fost făcută din partea ei stângă și o arată stând goală în fața unui fundal neutru. Este singura fotografie publicată realizată în timpul sarcinii ei.